# Jan Pitass
Jan Pitass (ur. 3 lipca 1844 w Piekarach Śląskich, zm. 11 grudnia 1913 w Buffalo) – polski duchowny rzymskokatolicki, założyciel i pierwszy proboszcz najstarszej polskiej parafii św. Stanisława Biskupa i Męczennika w diecezji Buffalo, w stanie Nowy Jork.

## Życiorys
Kształcił się w Rzymie. Po ukończeniu Niagara University, gdzie został wyświęcony, przybył do Buffalo w maju 1873 i został zaangażowany w budowę nowej parafii. Swoją pierwszą mszę św. celebrował 8 czerwca w kościele św. Michała przy Washington Street.
Uważany jest za twórcę Polonii amerykańskiej w zachodniej części stanu Nowy Jork. 
W 1887 założył poczytny dziennik polonijny "Polak w Ameryce". Był współtwórcą organizacji "Polska Unia w Ameryce", oraz zwołał pierwszy polski katolicki zjazd w Stanach Zjednoczonych w 1902 roku.